# Федорчук, Павел Степанович
Павел Степанович Федорчук (1914—1979) — подполковник Советской Армии, участник советско-финской и Великой Отечественной войн, Герой Советского Союза (1940).

## Биография
Павел Федорчук родился 16 февраля 1914 года в селе Ивница (ныне — Андрушёвский район Житомирской области Украины). В 1936 году был призван на службу в Рабоче-крестьянскую Красную Армию. В 1939 году Федорчук окончил курсы младших лейтенантов.
Участвовал в боях советско-финской войны, будучи командиром взвода отдельного сапёрного батальона 62-й стрелковой дивизии 13-й армии Северо-Западного фронта. В ночь с 22 на 23 февраля 1940 года Федорчук вместе со своим товарищем, старшиной Борисом Кузнецовым, организовал группу добровольцев и подорвал финский двухэтажный дот, который накануне безуспешно пытались взять крупные советские силы.
Указом Президиума Верховного Совета СССР от 7 апреля 1940 года за «отвагу и мужество, проявленные в боях с белофиннами» лейтенант Павел Федорчук был удостоен высокого звания Героя Советского Союза с вручением ордена Ленина и медали «Золотая Звезда» за номером 361.
В 1941 году Федорчук окончил курсы усовершенствования командного состава. Участвовал в боях Великой Отечественной войны. В 1946 году в звании подполковника он был уволен в запас. Проживал в Москве, руководил Московским городским управлением хлебопродуктов. Умер 24 февраля 1979 года, похоронен на Кунцевском кладбище Москвы.
Был также награждён двумя орденами Красного Знамени, двумя орденами Отечественной войны 1-й степени и двумя орденами Красной Звезды, рядом медалей.